# Bara no nai hanaya
Bara no nai hanaya (薔薇のない花屋?, Bara no nai hanaya, letteralmente "Un negozio di fiori senza una rosa")) è un dorama stagionale invernale in 11 puntate di Fuji Television andato in onda nel 2008.

## Trama
Eiji è un uomo solo, la giovane moglie è difatti morta dando alla luce la loro unica figlioletta: lavora come fiorista e vive assieme alla bimba di nome Shizuku, unica cosa che gli è rimasta al mondo e la sola che riesca ancora a dargli un senso di speranza e benessere nei riguardi dell'esistenza.
Una mattina, mentre s'appresta ad aprire la serranda del suo negozio, trova una donna cieca (Miou) che cerca di ripararsi dalla fitta pioggia battente; la invita ad entrare per asciugarsi. Da qui in poi comincia una storia a tratti sorprendente a tratti ai limiti del dark.
La vicenda si dispiega, trasformando una cortese amicizia in amore nascente, ma questo tuttavia rimane preso in una rete di umanissime menzogne, nascoste nel fondo del cuore dei protagonisti. Nulla è mai come sembra essere in un primo momento; ché ciascuno dei personaggi rimane chiuso all'interno d'una cupa sofferenza in compagnia solamente dei propri dolorosi segreti.
A tutto questo s'aggiunge anche lo strano ed incomprensibile comportamento che da un po' di tempo a questa parte sembra caratterizzare Shizuku: difatti la bambina ha sempre un cappuccio calcato sulla testa rifiutandosi fermamente di toglierselo.

## Star ospiti
- Sosuke Nishiyama (ep. 1)
- Shiori Yonezawa (ep. 2)
- Nobuo Kyō (ep. 2)
- Mantaro Koichi (ep. 6-8)
- Saki Matsuda (ep. 9)

## Episodi
| Nº | Giapponese 「Kanji」 - Rōmaji                                                             | In onda          | In onda |
| Nº | Giapponese 「Kanji」 - Rōmaji                                                             | Giapponese       |         |
| 1  | 「北風と太陽」 - Kitakaze to taiyō                                                        | 14 gennaio 2008  |         |
| 2  | 「花のように笑う人」 - Hana no yō ni warau hito                                           | 21 gennaio 2008  |         |
| 3  | 「終電までに探して」 - Shūden made ni sagashite                                           | 28 gennaio 2008  |         |
| 4  | 「明かされた過去〜3万人の子供たちへ」 - Akasa reta kako 〜 3 man-ri no kodomo-tachi e     | 4 febbraio 2008  |         |
| 5  | 「世界一長い告白!」 - Sekaiichi nagai kokuhaku!                                           | 11 febbraio 2008 |         |
| 6  | 「暴かれていく秘密」 - Abaka rete iku himitsu                                             | 18 febbraio 2008 |         |
| 7  | 「親が子供を叩く時」 - Oya ga kodomo o tataku toki                                        | 25 febbraio 2008 |         |
| 8  | 「さよなら父ちゃん」 - Sayonara tōchan                                                    | 3 marzo 2008     |         |
| 9  | 「衝撃!全ての真実」 - Shōgeki! Subete no shinjitsu                                        | 10 marzo 2008    |         |
| 10 | 「愛を取り戻すため」 - Ai o torimodosu tame                                               | 17 marzo 2008    |         |
| 11 | 「薔薇を売る花屋～涙の一滴（しずく）…」 - Bara o uru hanaya ~ namida no itteki (shizuku)… | 24 marzo 2008    |         |